# Glotter
Die Glotter, auch Glotterbach genannt, ist ein im Schwarzwald entstehender, etwa 37 Kilometer langer rechter Zufluss der untersten Dreisam kurz vor deren eigener Mündung in die Elz bei Riegel am Kaiserstuhl am Ostrand der Oberrheinischen Tiefebene. Sie fließt in meist etwa westnordwestlicher Richtung in den Landkreisen Breisgau-Hochschwarzwald und dann Emmendingen im Südwesten Baden-Württembergs.

## Name
Der Fluss wird 1112 als Glôtron sprinc (= 'Quelle der Glotter') erstmals urkundlich erwähnt. Vermutlich stammt der Name aus dem Keltischen (*Kloutrā oder *Kloudrā) und steht im Zusammenhang mit dem indogermanischen Wort *kleud- für 'reinigen'.

## Geographie

### Verlauf
Die Glotter entspringt im Mittleren Schwarzwald im Nordosteck des Gemeindegebietes von St. Peter am Südhang des ostwärts laufenden Rückens, der den 1241 m hohen Kandel über den Hochkopf (1263 m) und die Plattenhöhe mit dem Hornkopf (1121 m) verbindet, am Südwesthang der Plattenhöhe. Anfangs fließt sie nach Südwesten in Richtung Sankt Peter und wendet sich dann – ohne den Ort selbst zu durchfließen – auf westnordwestlichen Lauf durch den Breisgau. Durch das Glottertal, in dem die sogenannte Schwarzwaldklinik steht, erreicht ihr Wasser Denzlingen. Nachdem sie Reute durchquert hat, fließt die Glotter etwa ab Teningen-Nimburg am Nordende der Freiburger Bucht, einer östlichen Bucht der Oberrheinischen Tiefebene, nach Nordnordwesten. Ihre Mündung in die von Süden kommende Dreisam liegt knapp 900 m westlich der Bundesautobahn 5, wenige Meter westlich der Kreisstraße K 5114, die Teningen im Südosten mit Riegel im Nordwesten verbindet, und nur etwa 135 m vor der Einmündung der Dreisam selbst in die Elz.

### Lossele
Um die Unterlieger des Glottertals vor Hochwasser zu schützen, wird am Ausgang des Glottertals in der Nähe des Denzlinger Sportgeländes der größte Teil der Wassermenge der Glotter in das Lossele umgeleitet. Das Lossele ist ein etwas über zwei Kilometer langer Bach, der östlich an Denzlingen vorbeifließt und gegenüber von Buchholz von links in die Elz mündet. Über Stellfallen geregelt, leitet das Lossele bei höheren Wasserständen das meiste Glotterwasser in die Elz ab. Aus diesem Grund ist der Schobbach an seiner Mündung in die Glotter bei Nimburg-Bottingen wesentlich wasserreicher als die Glotter selbst, obwohl diese bis dorthin schon ein Einzugsgebiet von 57,0 km² angesammelt hat und er ein mit 52,6 km² etwas kleineres.

### Zuflüsse
Liste der direkten Zuflüsse und Abzweige von der Quelle zur Mündung. Gewässerlänge, Einzugsgebiet und Höhe nach den entsprechenden Layern auf der Onlinekarte der LUBW. Andere Quellen für die Angaben sind vermerkt.
Auswahl.
- Kohlwaldbach, von rechts und Norden, 1,7 km.
- Götzenbächle, von rechts und Norden, 1,8 km. Entspringt am Südwesthang des Hochkopfes.
- Schafteckbach, von links und Ostnordosten etwas vor St. Peter-Sägendobel, 2,0 km
- Eckbach, von links und Südosten am Ortsanfang von Sägendobel, 0,7 km.
- Albersbach oder Albersbächle, von rechts und Nordnordwesten in Sägendobel, 2,6 km und 1,7 km². Entspringt am Südosthang des Kandels.
- Steinbach, am Oberlauf auch Rohrbach, von rechts und Norden, 2,2 km und 1,3 km². Entspringt am Südsüdosthang des Kandels.
- (Zufluss), von links und Nordosten in eine südöstliche Flussschlinge unweit von St. Peter, 1,4 km und 0,7 km².
- (Bach aus dem Schlemberdobel), von links und Südsüdosten, 1,2 km und 1,3 km².
- Wuspenhofbach, von links und Südwesten, 0,9 km und 0,3 km².
- Stecklebächle, von rechts und insgesamt Nordosten am Hofbauernhof von Glottertal-Oberglottertal, 5,1 km und 4,6 km². Entspringt am Südhang des Kandels.
- Steinhohlebach, von links und Süden, 0,8 km.
- Kandelbächle, von rechts und Nordosten, 2,5 km. Entspringt am Südhang des Harterer Felsens.
- Hartererbächle, von rechts und Nordosten, 2,8 km. Entspringt am Südwesthang des Harterer Felsens.
- Badbächle, von rechts und Nordwesten, 1,7 km.
- Ahlenbach, von links und Süden am Anfang des Dörfles von Glottertal-Unterglottertal, 2,8 km und 3,4 km².
- Ohrensgraben, von links und Süden in einen kurzen linken Teilungslauf, 1,5 km.
- (Auengraben), von rechts und Osten nach Unter der Wiggisbruck von Unterglottertal, 1,5 km.
- Talbach oder Föhrenbächle, von links und Süden nach Glottertal-Unterglottertal, 4,6 km und 7,2 km².
- → (Abgang des Grabens Schweizer Matten), nach links.
- → (Abgang des Lossele), nach rechts und Norden vor Denzlingen zur Elz, 2,2 km
- ← (Rücklauf des Grabens Schweizer Matten), von links gegenüber Denzlingen, 1,8 km.
- Heuweiler Graben, von links gegenüber Denzlingen, 2,1 km. Zweigt gleich nach dessen Abhang vom Graben Schweizer Matten nach links ab.
- Waibelgraben, von links und Südosten gegenüber dem Ortsende von Denzlingen, 1,7 km.
- Dorfbach, von rechts und Osten nach Reute-Unterreute, 1,7 km. Hat kurz nach seiner Entstehung in Reute-Oberreute eine kurze Zuleitung von der Glotter.
- Schobbach, von links und Südosten bei Bottingen, 15,7 km und 52,6 km².[LUBW 5] Entspringt ostnordöstlich des Roßkopfs im südöstlichen Gemeindegebiet von Gundelfingen.
- → (Abgang des Nimburger Dorfbachs), nach links in Nimburg.
- ← (Rücklauf des Nimburger Dorfbachs), von links nach Nimburg, 2,3 km.
- Enderlinskanal, von links und Süden, 6,0 km und 7,2 km². Ist rechter Abzweig der Dreisam.
- → (Abgang des Wässerungskanals), nach rechts.
- ← (Rücklauf des Wässerungskanals), von rechts, 2,4 km.

## Sehenswertes
Zwischen den Ortschaften Glottertal und Denzlingen verläuft ein Teil der Badischen Weinstraße entlang der Glotter. Das Glottertal hat als Schauplatz der Fernsehserie Die Schwarzwaldklinik deutschlandweite Popularität erlangt.

### LUBW
Amtliche Online-Gewässerkarte mit passendem Ausschnitt und den hier benutzten Layern: Lauf und Einzugsgebiet der Glotter

Allgemeiner Einstieg ohne Voreinstellungen und Layer: Daten- und Kartendienst der Landesanstalt für Umwelt Baden-Württemberg (LUBW) (Hinweise)
1. 1 2  Höhe nach dem Höhenlinienbild auf dem Hintergrundlayer Topographische Karte.
2. ↑  Höhe nach grauer Beschriftung auf dem Hintergrundlayer Topographische Karte.
3. 1 2  Länge nach dem Layer Gewässernetz (AWGN).
4. ↑  Länge nach dem Layer Gewässername.
5. 1 2 3 4  Einzugsgebiet aufsummiert aus den Teileinzugsgebieten nach dem Layer Basiseinzugsgebiet (AWGN).
6. ↑  Einzugsgebiet nach dem Layer Basiseinzugsgebiet (AWGN).

### Andere Belege
1. ↑  Heinz Fischer, Hans-Jürgen Klink: Geographische Landesaufnahme: Die naturräumlichen Einheiten auf Blatt 177 Offenburg. Bundesanstalt für Landeskunde, Bad Godesberg 1967. → Online-Karte (PDF; 4,0 MB)
2. ↑  Albrecht Greule: Deutsches Gewässernamenbuch. Walter de Gruyter, Berlin / Boston 2014, ISBN 978-3-11-057891-1, S. 182, „Glotter“ (Auszug in der Google-Buchsuche).